# Bobrek (gromada w powiecie białobrzeskim)
Bobrek – dawna gromada, czyli najmniejsza jednostka podziału terytorialnego Polskiej Rzeczypospolitej Ludowej w latach 1954–1972.
Gromady, z gromadzkimi radami narodowymi (GRN) jako organami władzy najniższego stopnia na wsi, funkcjonowały od reformy reorganizującej administrację wiejską przeprowadzonej jesienią 1954 do momentu ich zniesienia z dniem 1 stycznia 1973, tym samym wypierając organizację gminną w latach 1954–1972.
Gromadę Bobrek siedzibą GRN w Bobrku utworzono – jako jedną z 8759 gromad na obszarze Polski – w powiecie radomskim w woj. kieleckim, na mocy uchwały nr 13i/54 WRN w Kielcach z dnia 29 września 1954. W skład jednostki weszły obszary dotychczasowych gromad Kadłubek Stary i Kadłubek Nowy ze zniesionej gminy Błotnica oraz Piróg, Bobrek, Brzezka Wola i Bobrek pod Szczytami ze zniesionej gminy Stromiec w tymże powiecie. Dla gromady ustalono 18 członków gromadzkiej rady narodowej.
1 stycznia 1956 gromada weszła w skład nowo utworzonego powiatu białobrzeskiego w tymże województwie.
1 stycznia 1959 z gromady Bobrek wyłączono wieś Kadłubek Stary oraz kolonie Kadłubek Nowy, Kadłubek A i Kadłubek B włączając je do gromady Gózd w tymże powiecie.
Gromadę zniesiono 31 grudnia 1959, a jej obszar włączono do gromad Szczyty (wieś Brzeska Wola oraz kolonie Brzeska Wola, Brzeska Wola Nowa i Leopoldów) i Stromiec (wsie Bobrek, Byki, Piróg, Kalinów i Gabryelów oraz kolonie Bobrek pod Szczytami, Bobrek Nętne i Bobrek Podgaj).